# 코바야시 유타카
코바야시 유타카(일본어: 小林 豊小林 豊 고바야시 유타카[*], 1989년 3월 19일 ~ )는 일본의 배우 겸 가수이다. BOYS AND MEN의 멤버로, 포츈 엔터테인먼트 소속이다. 최근에 코로나바이러스감염증-19확진 판정을 받았으나 완치되었다.

## 사건사고
2022년 소속사와 계약이 해지되었다. 사유는 다름아닌 절도. 2021년 10월 3일 약국에서 화장품이나 왁스 등 6점의 상품을 훔쳐 도주하다 붙잡혔으며 총 피해액은 900원 정도이다. 이후 BOYS AND MEN의 멤버 전원이 공식적으로 사과문을 올렸다.

## 출연작

### TY 드라마
- 2013년 ~ 2014년 가면라이더 가이무 - 쿠몬 카이토 역
- 2014년 열차전대 토큐저 VS 가면라이더 가이무 봄 방학 합체 스페셜 - 쿠몬 카이토 역

## 영화
- 가면라이더X가면라이더 가이무&위자드 천하를 겨루는 전국 MOVIE 대합전 - 쿠몬 카이토 역
- 헤이세이 라이더 대 쇼와 라이더 가면라이더 대전 feat 슈퍼전대 - 쿠몬 카이토 역
- 극장판 가면라이더 가이무 사커 대결전! 황금의 열매 쟁탈배 - 쿠몬 카이토 역
- 가면라이더X가면라이더 드라이브&가이무 MOVIE 대전 풀 스로틀 - 쿠몬 카이토 역
- 가이무 외전 가면라이더 잔게츠/가면라이더 바론 - 쿠몬 카이토 역
- 가이무 외전 가면라이더 듀크/가면라이더 너클 - 쿠몬 카이토 역